# Арганаты (хребет)
Арганаты (каз. Арғанаты) — горный хребет на севере Улытауского района Улытауской области Казахстана, к северу от гор Улытау. Состоит из холмов, протянувшихся с севера на юг на 80 км. Ширина 20—25 км. Высшая точка — гора Дондыгул (757 м). Склоны гор постепенно понижаются, переходя в равнину. Северная часть состоит из протерозойских пород, южная — из девонских и карбонатных пород. С Арганат берут начало многочисленные притоки рек Кара-Тургай, Сары-Тургай, Кара-Кенгир, Терисаккан. На западе расположены озёра Косколь, Камыстыколь, на востоке — Баракколь, Курколь, Басбайтал. В горах множество родников. На склонах Арганат растут ковыль, типчак, полынь, лабазник (таволга), различные кустарники. Водятся архар, сайга, дикий кабан, сурок; из птиц — куропатка и другие.